# Govindgarh (ort i Indien, Madhya Pradesh)
Govindgarh är en ort i Indien.   Den ligger i distriktet Rewa och delstaten Madhya Pradesh, i den centrala delen av landet, 600 km sydost om huvudstaden New Delhi. Govindgarh ligger 334 meter över havet och antalet invånare är 10 193.
Terrängen runt Govindgarh är platt åt nordväst, men åt sydost är den kuperad. Terrängen runt Govindgarh sluttar norrut. Runt Govindgarh är det tätbefolkat, med 493 invånare per kvadratkilometer. Närmaste större samhälle är Rewa, 17,1 km norr om Govindgarh. Trakten runt Govindgarh består till största delen av jordbruksmark.